# Джонс, Мэри Харрис
Мэри Харрис Джонс (англ. Mary Harris Jones, более известная как «Мамаша / Матушка Джонс», англ. Mother Jones, 1830 или 1837 — 30 ноября 1930) — американский профсоюзный и общественный деятель, активистка леворадикального синдикалистского объединения «Индустриальные рабочие мира».

## Биография
Мэри Харрис родилась в окрестностях города Корк (Ирландия). Её точная дата рождения неизвестна, но крещена она была 1 августа 1837 года (католическая вера впоследствии стала важным источником её вдохновения в рабочей борьбе, хотя к официальной церкви она относилась скептически). Её дедушка был повешен за восстание против британского колониального владычества. Ещё маленьким ребёнком она могла наблюдать, как английские солдаты убивали штыками раненых и пленных ирландских повстанцев.
Вскоре после того, как её отец был арестован британскими властями за участие в ирландском республиканском движении, а население острова массово гибло от «картофельного голода», Мэри вместе с семьёй покинула Ирландию. Они перебрались к эмигрировавшему в Новый Свет отцу семейства, работавшему на строительстве железной дороги, и осели в Торонто (Канада), где она и провела свою юность. После окончания школы перебралась в 23-летнем возрасте в США, поочерёдно работая то школьной учительницей (или воспитательницей в женском монастыре) в Монро (штат Мичиган) и Чикаго, то портнихой-швеёй в Мемфисе (штат Теннесси).
В 1861 году вышла замуж за рабочего-металлурга и железнодорожника Джорджа Джонса — профсоюзного организатора Национального профсоюза литейщиков в Мемфисе, затем преобразованного в Межнациональный профсоюз литейщиков и рабочих смежных профессий. Он и приобщил её к профсоюзной работе.

## Профсоюзная деятельность
В карьере Харрис можно выделить два поворотных пункта. Первый — смерть её мужа и всех четырёх детей во время эпидемии желтухи в Теннесси в 1867 году (об эпидемии этой лихорадки она вспоминала: «Ее жертвами были, прежде всего, бедняки и рабочие. Богатые могли позволить себе уехать из города. Школы и церкви были закрыты. В дома больных нельзя было заходить без специального разрешения. Бедняки не имели никакой врачебной помощи. Смерть окружала нас со всех сторон. Трупы закапывали по ночам безо всякой церемонии. Я постоянно слышала безумные крики и плач»). Второй — утрата в 1871 году всего её имущества во время великого пожара в Чикаго, куда она перебралась работать портнихой после гибели семьи.
Ведомая необходимостью помочь себе самой и участвуя в восстановлении города после пожара, Харрис вливается в рабочее движение и вступает в объединение «Рыцари труда», предшественника организации «Индустриальные рабочие мира» (Industrial Workers of the World, ИРМ), в создании которой в 1905 году Мамаша Джонс принимала участие (среди основателей, в числе прочих социалистических и анархистских деятелей, была ещё одна женщина — Люси Парсонс). Проявляя активность как теоретик и практик стачечного движения по всей стране, она также была частично вовлечена в деятельность профсоюза Объединённые горняки Америки (англ. United Mine Workers, UMWA) и Социалистической партии Америки.

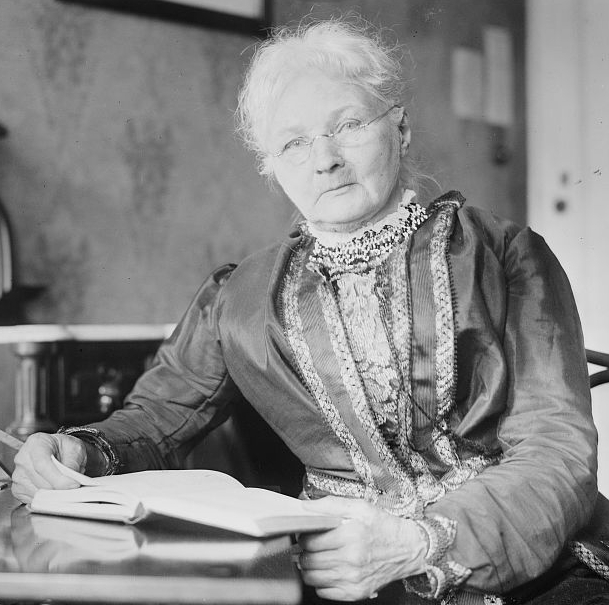
Мамаша Джонс за чтением книги, 1910-е годы

Как профсоюзный лидер, она стала организовывать жён и детей бастующих рабочих на демонстрации в их поддержку. В 1877 году она помогала в организации забастовки железнодорожников в Питтсбурге и Балтиморе, штат Пенсильвания. С 1880 года она ездила по стране, проводя просветительские лекции для рабочих под девизом: «Садись и читай. Готовься к будущим сражениям». Знаменитую чикагскую забастовку за 8-часовой рабочий день (1 мая 1886 года) и последующие события, вошедшие в историю как «бунт на Хеймаркет», она считала настоящим днём своего рождения, сопереживая расстрелянным полицейскими забастовщикам и казнённым властями анархистам. Среди дальнейших забастовок, в которых участвовала Мэри Джонс — забастовка железнодорожников в Бирмингеме (Алабама) в 1894 году, забастовка горняков в Пенсильвании в 1902 году, общенациональная забастовка металлургов в 1919 году.
Джонс активно боролась против использования детского труда в производстве (перепись 1900 года в США показала, что в него были вовлечены по крайней мере 1/6 детей младше 16 лет). В 1901 году в штате Пенсильвания она поддерживала несколько трудовых конфликтов на текстильных фабриках, на которых работало множество несовершеннолетних девушек. В 1903 году она организовала детей, работающих в шахтах и на заводах, в «детский крестовый поход», марш из Кенсингтона (Пенсильвания) в Ойстер-Бэй (Нью-Йорк), город, где жил президент Теодор Рузвельт, под лозунгами «Нам нужно время для игр!» и «Мы хотим учиться в школе!». Президент отказался встречаться с участниками марша, но это стало причиной для вынесения проблемы эксплуатации детского труда на первый план.
В июне 1912 года Мэри Джонс прибыла в Западную Виргинию, чтобы поддержать местных рабочих во время вооружённого противостояния между бастующими шахтёрами и частной армией собственника. Несмотря на расстрелы демонстраций и дважды объявлявшееся военное положение, она более полугода продолжала заниматься организацией рабочего движения и выступать на собраниях рабочих. В ответ 13 февраля 1913 года она предстала перед военным судом, отказываясь признавать его легитимность. Трибунал, обвинив её в «заговоре с целью подготовки убийства», осудил на двадцать лет, причём во время 85 дней заключения она заболела пневмонией. Впоследствии Мэри Джонс содержали еще несколько раз в частных тюрьмах компаний и дважды заключали в тюрьму официально.

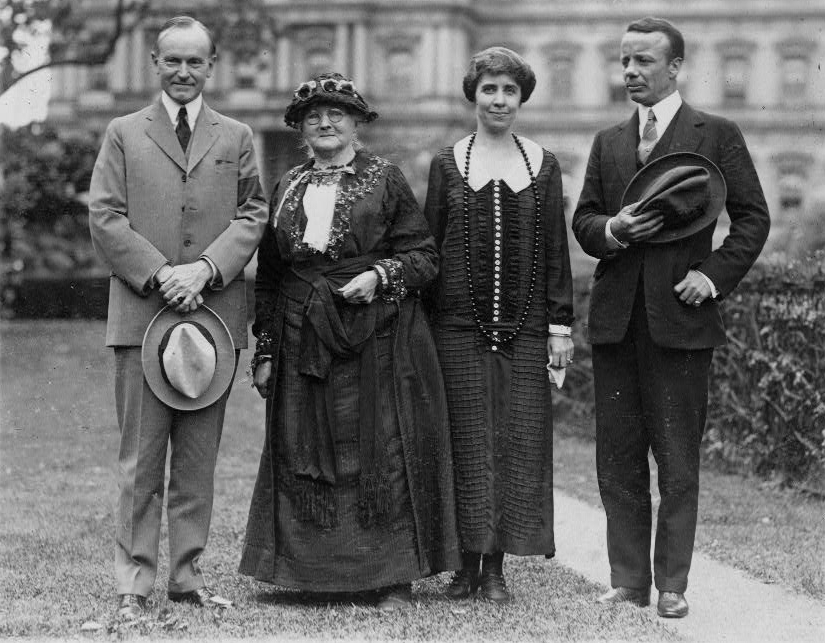
Президент США Кальвин Кулидж, мамаша Джонс, супруга президента и Теодор Рузвельт-младший

Однако это громкое дело привлекло внимание общественности, заставив власти по инициативе Джона У. Керна, представителя прогрессивного крыла Демократической партии в Сенате США, начать расследование условий труда на угольных шахтах, а вновь избранный губернатор Западной Виргинии приказал освободить Мэри Харрис. Она тут же вернулась к борьбе и отправилась к борющимся горнякам другого штата — Колорадо. Там она тоже была арестована и, проведя некоторое время в заключении, выслана из штата — за считанные месяцы до жестоко подавленной забастовки шахтёров в Ладлоу в 1913 году. После бойни она лично встречалась с собственником шахты, представителем династии Рокфеллеров, заставив того посетить шахтёров Колорадо и пойти им на уступки. Она также занималась организацией в профсоюз западновиргинских рабочих незадолго до «битвы в Мэтуоне».
География её политической борьбы не ограничивалась США. Озаботившись положением мексиканских трудящихся, она содействовала им в создании профсоюзов, организации забастовок и собирала пожертвования для мексиканских революционеров, готовившихся к свержению диктатора Порфирио Диаса. Во время Мексиканской революции она посещала Мексику по приглашению нового президента Франсиско Мадеро.

## Пожилые годы
В 1924 году Мэри Джонс привлекали к суду, обвиняя в клевете, оскорблениях и подстрекательстве к мятежу. В следующем году издатель «Чикаго Таймс» выиграл у нее иск на сумму в 350 000 долларов США. В том же году на неё напали двое нанятых местным бизнесменом гангстеров; отбиваясь, 87-летняя женщина обратила одного из них в бегство, а другого поколотила — от удара её чёрным кожаным ботинком он в итоге скончался.
В 1925 году она выпустила свои воспоминания о рабочем движении — «Автобиографию Мамаши Джонс». Последний раз она выступала публично в 1926 году. После этого она удалилась на ферму своих друзей в Адельфи (штат Мэриленд) появлялась на публике только 1 мая 1930 года, празднуя свой самопровозглашённый «столетний юбилей» (на самом деле ей тогда было 92 года).
Она похоронена на шахтёрском кладбище профсоюза UMWA (Объединённые горняки Америки) рядом с семью горняками, погибшими в схватке с нацгвардейцами в Вирдене (штат Иллинойс). На её надгробии был установлен памятник с надписью: «Чтобы ни один предатель не стоял у моей могилы».

## Прозвища

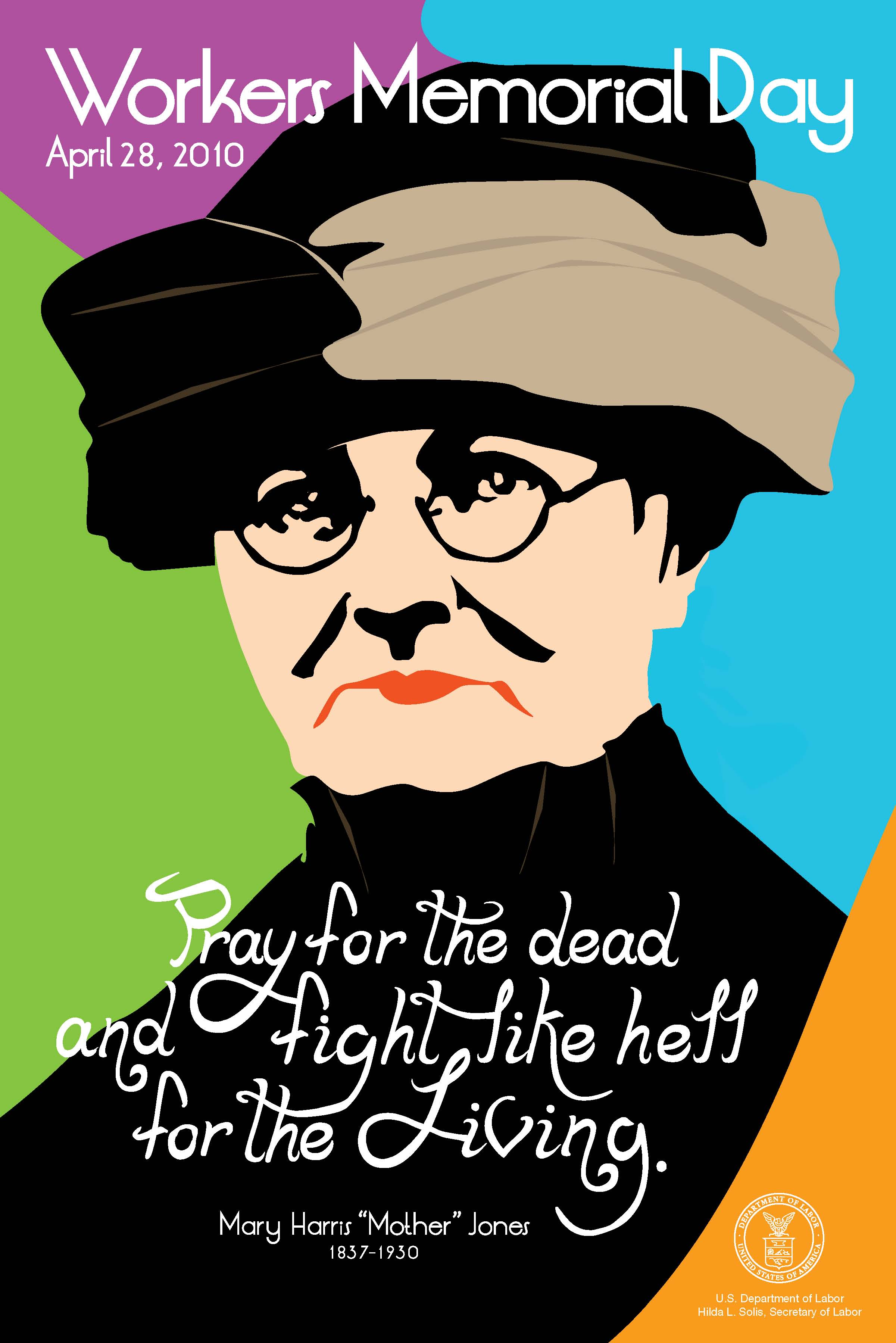
Плакат Министерства труда США с изображением мамаши Джонс и её знаменитого изречения: «Молитесь о мертвых и деритесь как черти за живых». 2010 год

«Мамашей (Матушкой) Джонс» Мэри Харрис называли с 1897 года (утверждали, что так её назвал раненый в схватке рабочий, которому она перевязывала голову). Предполагали, что она намеренно поддерживала свой образ старухи и с этой целью в автобиографии даже сдвинула год своего рождения с 1837 на 1830 год. Её также называли «ангелом-хранителем шахтёров», а на слушаниях в Сенате проклинали как «бабушку всех агитаторов». После «крестового похода детей» она стала известна как «самая опасная женщина Америки», как её назвал окружной прокурор Западной Виргинии Риз Близзард.

## Память
В честь Мэри Харрис назван американский левый журнал «Mother Jones»